# Новікова Анастасія Олександрівна
Анастасі́я Олекса́ндрівна Новікова  (біл. Настасся Новікава, 16 листопада 1981) — білоруська важкоатлетка, олімпійська медалістка.

## Виступи на Олімпіадах
| Олімпіада  | Дисципліна | Місце |
| ---------- | ---------- | ----- |
| Афіни 2004 | вага пера  | 5     |
| Пекін 2008 | вага пера  | 3     |